# 天伦王朝酒店

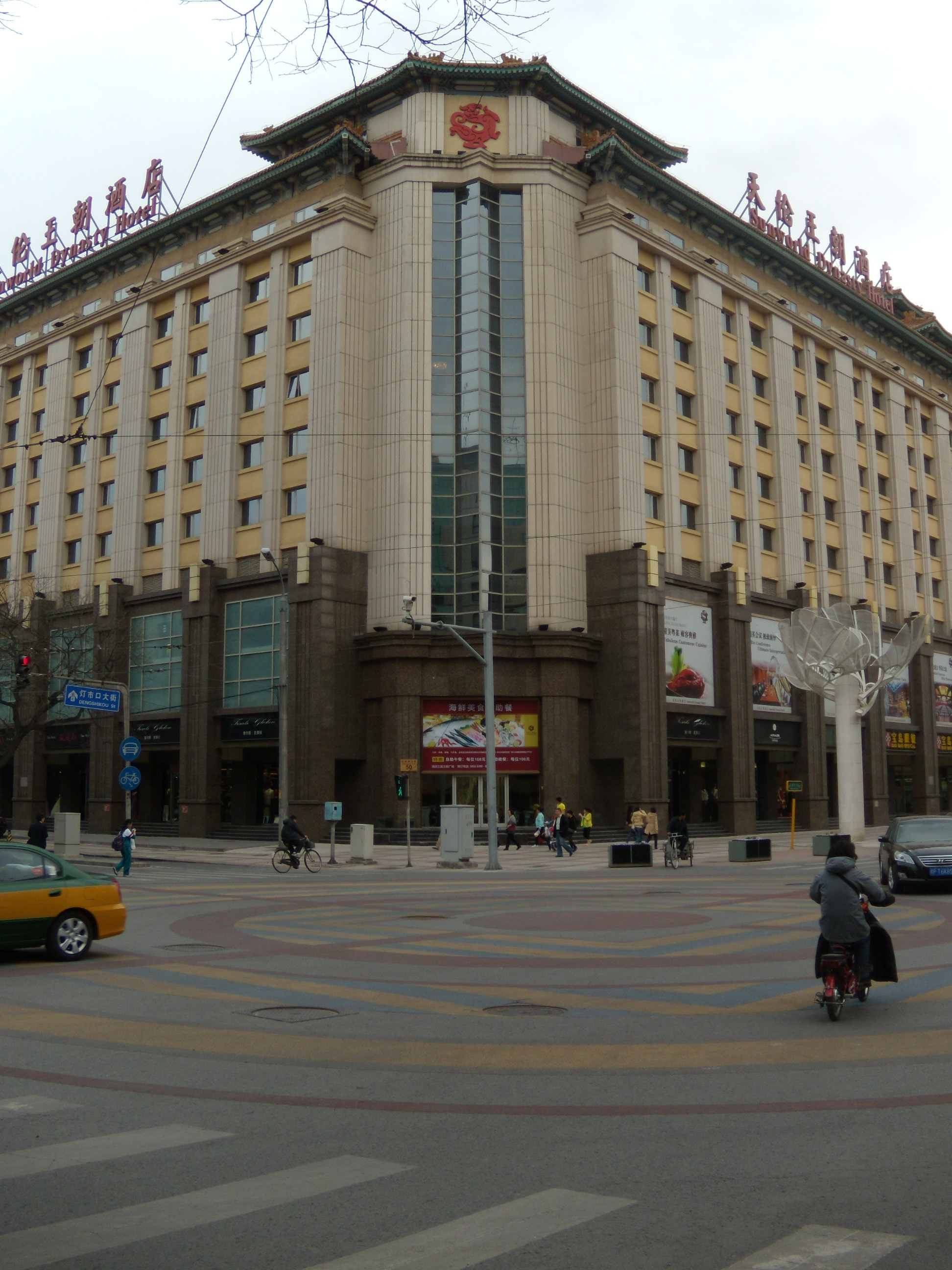
天伦王朝酒店西北角

39°55′05″N 116°24′43″E / 39.9181471°N 116.4118274°E
天伦王朝酒店（Sunworld Dynasty Hotel Beijing）位于中国北京市东城区王府井大街50号。

## 简介

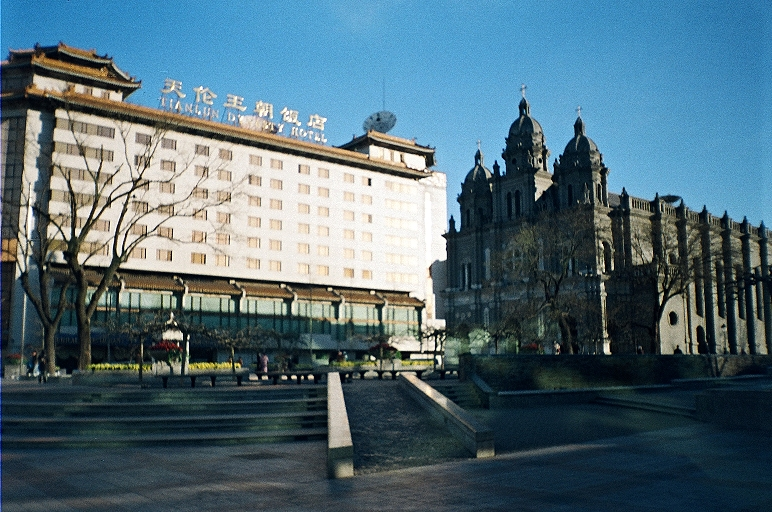
天伦王朝酒店。图中右侧为王府井天主堂

天伦王朝酒店创建于1989年，原名“天伦王朝饭店”。该酒店位于王府井大街东侧，隶属北京天伦饭店有限公司。酒店内共有395间客房及套房。该酒店的王朝广场是亚太地区最大的中庭广场。酒店拥有总面积3500平方米的会议及活动场地。